# Erzbistum Bobo-Dioulasso
Das Erzbistum Bobo-Dioulasso (lateinisch Archidioecesis Bobodiulassensis, französisch Archidiocèse de Bobo-Dioulasso) ist ein Erzbistum in Burkina Faso (ehemals Obervolta) in Westafrika. Es umfasst die Bistümer Dédougou, Diébougou, Banfora sowie Nouna. Sitz des Bistums ist Bobo-Dioulasso, die zweitgrößte Stadt des Staates Burkina Faso.

## Geschichte
Papst Pius XI. gründete die Apostolische Präfektur Bobo-Dioulasso am 15. Dezember 1927 mit dem Breve Expedit aus den Apostolischen Vikariaten Bamako und Ouagadougou heraus. Mit der Bulle Ad Christi regnum erhob Pius XI. am 9. März 1937 die Präfektur zum Vikariat, am 14. Dezember 1955 Pius XII. mit der Bulle Dum tantis zum Bistum und schließlich Johannes Paul II. am 5. Dezember 2000 mit der Bulle Afrorum ecclesiales zum Erzbistum.

## Ordinarien
- Cesario Giovanni Ippolito Esquerre, MAfr (1928–1933), Apostolischer Präfekt
- Marcello Paternôt MAfr (1934–1937), Apostolischer Präfekt
- Louis-Joseph-Ephrem Groshenry SMA (1937–1941), Apostolischer Vikar von Bobo-Dioulasso
- André-Joseph-Prosper Dupont MAfr (1941–1974), Apostolischer Vikar von Bobo-Dioulasso, später Bischof von Bobo-Dioulasso
- Anselme Titianma Sanon MAfr (1974–2010), Bischof/Erzbischof von Bobo-Dioulasso
- Paul Yemboaro Ouédraogo (2010–2024)
- Laurent Birfuoré Dabiré (seit 2024)

## Weblinks

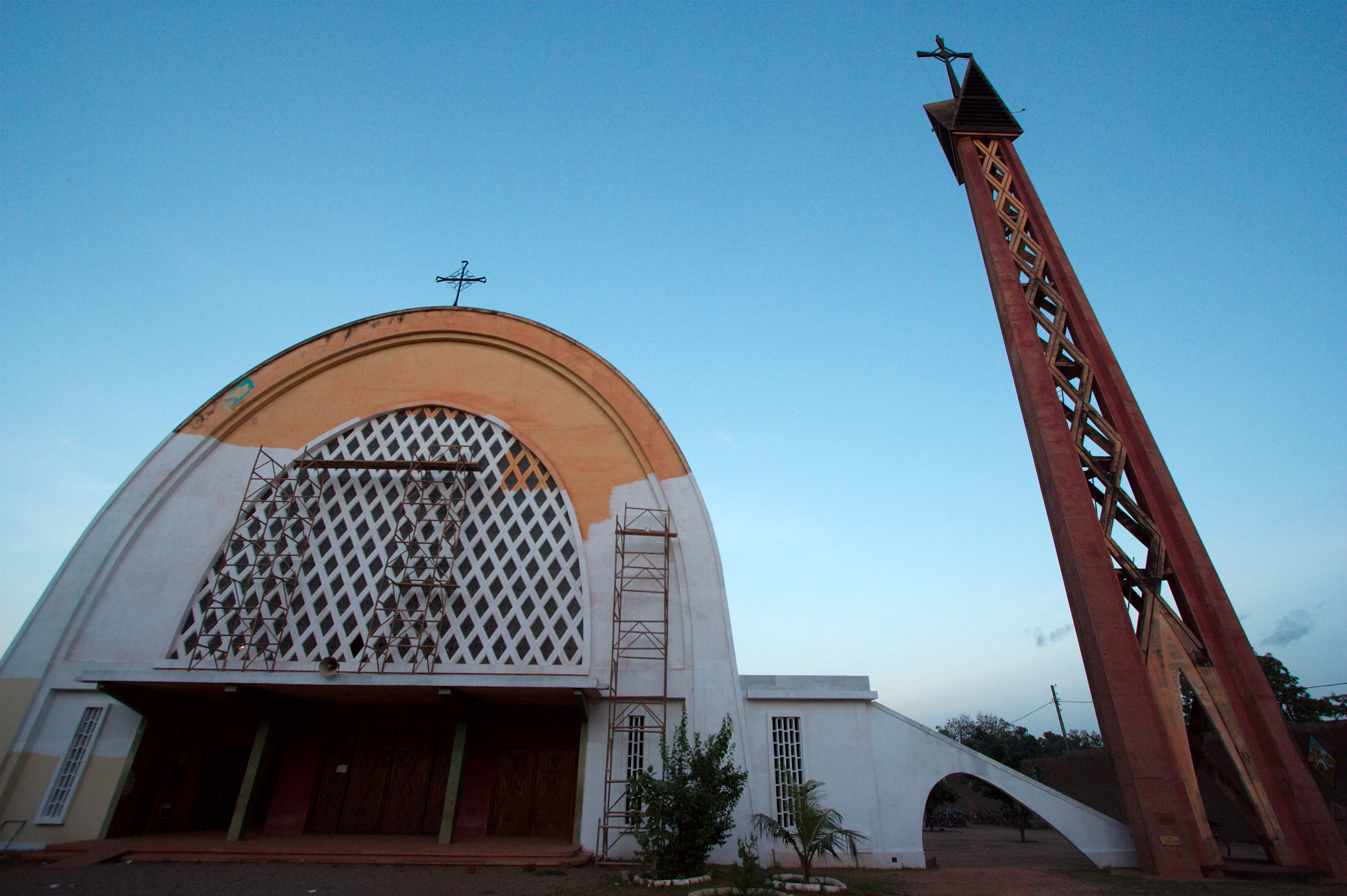
Die Kathedrale Notre-Dame de Lourdes im Jahre 2007